# 2020年のテレビ番組一覧 (日本)
- 2020年のテレビ (日本) > 2020年のテレビ番組一覧 (日本)

2020年のテレビ番組一覧（2020ねんのテレビばんぐみいちらん）では、2020年に日本国内で放送開始、もしくは放送終了する予定のテレビ番組をまとめる。

## 報道・情報番組

### 終了番組（報道・情報番組）

#### 3月終了（報道・情報番組）
- 13日 - 四国 おひるのクローバー（NHK松山放送局 / NHK総合（四国ブロック））
- 18日 - ひるまえ情報便（NHK佐賀放送局 / NHK総合）
- 19日 - SKE48のあいちテル!（東海テレビ）
- 20日
  - エビス堂☆金（秋田放送）[1]
  - ウッティタウン6丁目（テレビ山梨）
  - あっぷる（長崎放送）
- 23日 - 情報マルシェ 3時のおやつ（RSK山陽放送）
- 27日
  - Kawaii JAPAN-da!!（26日深夜、毎日放送・SPACE SHOWER TV）
  - 北海道クローズアップ（NHK札幌放送局 / NHK総合（北海道ブロック））[2]
  - NST Live News it!（NST新潟総合テレビ）※平日版
  - UTYニュースの星（テレビ山梨）
  - キラりん滋賀（びわ湖放送）
  - TSCnews5（テレビせとうち）
  - あっぷる先出し中継8分1本勝負!（長崎放送）
  - Nスタ プラス長崎（長崎放送）
- 28日
  - にじいろジーン（関西テレビ）[3]
  - 産直ダイスケ（毎日放送）[注 1]
  - 熱血BO-SO TV（千葉テレビ放送）
  - 徳光&木佐の知りたいニッポン!（BS-TBS・BS-TBS 4K）[4]
- 29日
  - メトログ（TBS）
  - 知ってニャるほど!ヘルシスト（TBS）
  - 田村淳のBUSINESS BASIC（BSテレ東・BSテレ東 4K）

#### 8 - 12月終了（報道・情報番組）
- 8月15日 - みんなのよい食プロジェクト（テレビ山口）
- 9月17日 - 直撃!シンソウ坂上（フジテレビ）[5]
- 9月18日
  - ちぐスマ!（テレビ山口）
  - 今日感モーニング（RKB毎日放送）
  - 今日感テレビ（RKB毎日放送）[6]
  - ヨジマル!（テレビ長崎）
- 9月24日 - サワダデース（九州朝日放送）[7]
- 9月25日 - 直撃LIVE グッディ!（フジテレビ）[8]
- 9月26日 - くすぐる（テレビ愛知）
- 9月27日
  - さくらんぼテレビ Live News（さくらんぼテレビ）
  - 今日感テレビ日曜版（RKB毎日放送）
- 10月2日
  - おはようコールABC（朝日放送テレビ）[9]
  - tysニュースタイム（テレビ山口）
- 12月19日 - キレ★カワ女子部（TVQ九州放送）[10]

### 開始番組（報道・情報番組）

#### 1 - 3月開始（報道・情報番組）
- 1月11日 - なないろ☆スパイス（テレビせとうち）[11]
- 1月14日 - なまラテ（山陰放送）
- 2月2日 - タイチサン!（東海テレビ）
- 3月30日
  - ひるどき四国（NHK松山放送局 / NHK総合（四国ブロック））
  - NST Newsタッチ（NST新潟総合テレビ）
  - スゴろく（テレビ山梨）
  - BBCニュース+（びわ湖放送）[注 2]
  - 情報ワイド あれスタ（RSK山陽放送）[12]
  - Pint（長崎放送）

#### 4月開始（報道・情報番組）
- 1日 - news TOKYO FLAG（TOKYO MX）[13]
- 3日
  - 北海道道（NHK札幌放送局 / NHK総合（北海道ブロック））[2]
  - えび☆ステ（秋田放送）[1]
  - 金曜オモロしが（びわ湖放送）[14]
  - 生中継!ワッツ8プン（長崎放送）
  - インサイドOUT特別編 リベラルタイム（BS11）※隔週[15]
- 4日
  - 夜バゲット（3日深夜、日本テレビ）
  - 土曜はナニする!?（関西テレビ）[16][17]
  - みんテレ 奇跡なグルメ（北海道文化放送）[18]
  - ギュッと!四国（NHK松山放送局 / NHK総合（四国ブロック））
  - ワザあり生活!おちゃのこさいさい（BS11）※不定期[19]
- 5日
  - まちづくり 夢づくり（TBS）
  - 宇賀なつみのそこ教えて!（BS-TBS・BS-TBS 4K→BS朝日・BS朝日 4K[注 3]）[21]
- 6日
  - イントロ（5日深夜、日本テレビ）[22]
  - Mixalive presents 田村淳が豊島区池袋（5日深夜、テレビ東京）[23][24]
  - 5時スタ（テレビ愛知）[25]
- 7日 - FUMUFUMU（北海道文化放送）※月2回放送[18]
- 8日 - ふくしまSHOW（テレビユー福島）[26]
- 9日 - みんテレ presents あらっやだ お得!（北海道文化放送）[18]
- 10日
  - ひるどき愛媛（NHK松山放送局 / NHK総合）
  - ひるどき徳島（NHK徳島放送局 / NHK総合）
  - ひるどき香川（NHK高松放送局 / NHK総合）
  - ひるどき高知（NHK高知放送局 / NHK総合）
- 11日
  - ♯タグるヨル（10日深夜、九州朝日放送）[27][28]
  - いっとこ! みんテレ（北海道文化放送）[18][29][30]
- 12日 - 松本裕子の病を知る（北海道文化放送）※隔週[18]
- 22日 - 水曜朝活TV MBの俺のドラ1（BS12 トゥエルビ）[31][32]
- 25日 - ビズワン!（岡山放送）※月1回[33]

#### 6 - 7月開始（報道・情報番組）
- 6月4日 - 村上佳菜子の週刊愛ちっち（東海テレビ）[34]
- 7月2日 - &sauna（北海道文化放送）[35]

#### 8 - 9月開始（報道・情報番組）
- 8月22日 - うまいルみ〜つけた!!（テレビ山口）
- 9月28日
  - イマナマ! イマオシ3セレクション（中国放送）
  - ソコトラ（RKB毎日放送）
  - タダイマ!（RKB毎日放送）[36]
  - News イット! やまがた（さくらんぼテレビ）
  - 5時まえイット!（さんいん中央テレビ）
  - マルっと!（テレビ長崎）

#### 10 - 12月開始（報道・情報番組）
10月
- 3日 - お宝ちゃん（テレビ愛知）
- 4日
  - Version Up!〜我が家の暮らし〜（TBS）
  - イマナマ!Sunday（中国放送）
  - 日曜もシエスタ（RKB毎日放送）
- 5日
  - Touch（九州朝日放送）
  - mix（テレビ山口）
  - プライムオンラインTODAY（BSフジ・BSフジ 4K）[37]
- 10日 - 新井恵理那のWeatherニュースキャスター（TBS）[38]

11月
- 8日 - 東京ホンマもん教室（TOKYO MX）※隔週[39]

12月
- 7日 - コワくない。就活（NHK Eテレ）
- 11日 - a-yan（読売テレビ）※月1回放送[40]

### 期間限定番組（報道・情報番組）
- 1月6日 - 3月27日、あさチャン!先出し（TBS）
- 4月20日 - 5月29日、おうちにいようよ[注 4] ちちんぷいぷい&ミント!（毎日放送）※関西ローカル2番組を特別統合[41][42]
- 9月26日 - 10月31日（全6回）、地震防災 スイッチON!〜はじめよう、明日への備え〜（BS日テレ・BS日テレ 4K）[43]

### タイトル変更（報道・情報番組）
- 1月6日 - イマなまっ! → イマナマ!（中国放送）[44][45]
- 3月30日
  - とちぎ640 → とちぎ630（NHK宇都宮放送局 / NHK総合）
  - ほっとぐんま640 → ほっとぐんま630（NHK前橋放送局 / NHK総合）
  - Newsモーニングサテライト → モーサテ（テレビ東京）
  - 今ドキ!昼ドキッ → 今ドキ!ゆうドキッ（長野朝日放送）
  - なないろ☆スパイス → ななスパ///（テレビせとうち）[46]
  - 情報パレット からふる → Nスタ&からふる（テレビ高知）
- 4月1日 - 6時のわかやま → 6wakaイブニング（テレビ和歌山）
- 4月3日 - 山梨ライブ ててて!TV → 山梨ライブ ててて!TV GOLD（山梨放送）※金曜日のみ
- 4月5日 - 前略、大徳さん → 前略、大とくさん（中京テレビ）[47]
- 5月31日 - 解説スタジアム → 時論公論 クエスチョン・タイム（NHK総合）[48]
- 9月28日
  - バイキング → バイキングMORE（フジテレビ）※放送時間拡大[49][50][51]
  - Live News it! → Live News イット!（フジテレビ）※放送時間拡大[51]
- 10月3日 - 土曜の目覚めはどき生てれび → どき生らいぶ（山口朝日放送）
- 10月5日 - くまパワJ → くまパワ!（熊本朝日放送）

### 再開番組（報道・情報番組）
- 10月4日 - ANNスーパーJチャンネル 日曜版（テレビ朝日）

## 教養・ドキュメンタリー番組

### 終了番組（教養・ドキュメンタリー番組）

#### 2 - 6月終了（教養・ドキュメンタリー番組）
2月
- 29日 - ノゾキミ企業参観!（BS朝日・BS朝日 4K）

3月
- 2日 - 名医のTHE太鼓判!（TBS）[52]
- 13日 - 北海道中ひざくりげ（NHK札幌放送局 / NHK総合（北海道ブロック））
- 17日 - 名医とつながる!たけしの家庭の医学（朝日放送テレビ）[53]
- 21日 - 連続ドキュメンタリー RIDE ON TIME Season2（20日深夜、フジテレビ）
- 23日
  - サイキ道（22日深夜、テレビ朝日）
  - ♯ジューダイ（NHK Eテレ）
- 25日
  - 白の美術館（テレビ朝日）
  - 行動者たち（テレビ東京）
  - ご近所さんは世界から!（BS-TBS・BS-TBS 4K）
- 26日 - 高島礼子が家宝捜索!蔵の中には何がある?（BS-TBS・BS-TBS 4K）
- 27日
  - 世界へ発信!SNS英語術（NHK Eテレ）
  - 家族記念日（テレビ東京）
- 28日
  - 世界が愛した絵本（テレビ朝日）
  - Kids's World（北陸朝日放送）
- 29日
  - おべんとレター。（テレビ朝日）
  - 未来の起源（TBS）
- 31日 - 勇気のシルシ〜パラアスリートの挑戦〜（TBS）

6月
- 28日 - こころ、はなやぐ。〜ハナ旅〜（27日深夜、テレビ朝日）

#### 9月終了（教養・ドキュメンタリー番組）
- 22日 - 祭りだ!祝いだ!めでてぇ～メシ（BSテレ東・BSテレ東 4K）
- 24日
  - アイデアの方程式（テレビ東京）
  - フィッシング倶楽部（テレビ埼玉）
  - 美と若さの新常識〜カラダのヒミツ〜（NHK BSプレミアム）[54]
  - 照英・秋丸美帆の最強!釣りバカ対決!!（BS日テレ・BS日テレ 4K）[55] ※シリーズ終了
  - 大人の週末旅行〜にっぽん探訪〜（BS-TBS・BS-TBS 4K）
- 27日 - じゃじゃじゃじゃ〜ン!（フジテレビ）
- 28日
  - 名医の極み（27日深夜、テレビ朝日）
  - 東京の空（27日深夜、TBS）
  - 神泡探訪記〜最高の一杯を求めて〜（BS-TBS・BS-TBS 4K）

#### 12月終了（教養・ドキュメンタリー番組）
- 14日 - 横山由依（AKB48）がはんなり巡る 京都いろどり日記（13日深夜、関西テレビ）
- 26日 - 今こそ知りたい!めざせ!プログラミングスター（BS日テレ・BS日テレ 4K）[注 5]
- 28日 - 世界の街道をゆく（テレビ朝日）

### 開始番組（教養・ドキュメンタリー番組）

#### 1 - 3月開始（教養・ドキュメンタリー番組）
- 1月11日 - 岡崎体育の京の観察日記（KBS京都）
- 3月31日 - サウナを愛でたい（BS朝日・BS朝日 4K）※レギュラー化[56]

#### 4月開始（教養・ドキュメンタリー番組）
- 1日 - スパイストラベラー（BSフジ・BSフジ 4K）[57]
- 3日
  - 世界にいいね!つぶやき英語（NHK Eテレ）
  - 未来レンズ（テレビ東京）[58]
- 4日
  - たけしのその時カメラは回っていた（NHK総合）月1回レギュラー化[59]
  - おしえて!四千頭身（北陸朝日放送）[60]
- 6日
  - シナぷしゅ（テレビ東京）※レギュラー化[注 6][61]
  - キラメキのちから（朝日放送テレビ）[62]
  - 世界で一番近い名画（BSテレ東・BSテレ東 4K）[63]
- 7日 - サステナブる（TBS）[64]
- 8日 - 水バラ（テレビ東京）[65]
- 13日 - バトンタッチ SDGsはじめてます（BS朝日・BS朝日 4K）[66]
- 19日
  - ヒロシのひとりキャンプのすすめ（18日深夜、熊本朝日放送）※月1回レギュラー化[67]
  - THE名門校 日本全国すごい学校名鑑（BSテレ東・BSテレ東 4K）※レギュラー化[68]

#### 5 - 6月開始（教養・ドキュメンタリー番組）
- 5月28日 - 美BODYサロン（BSフジ・BSフジ 4K）[69]
- 6月29日 - 今日のえほん（BS11）※月1回、毎月最終週[70]

#### 7月開始（教養・ドキュメンタリー番組）
- 6日 - やまとの四季 二十四節気（NHK BS4K）[71]
- 8日（7日深夜） - WoW!Ho!TV（TOKYO MX）[72]
- 12日 - 豆助のニッポンっていいな。（テレビ大阪）[73][74]

#### 9月開始（教養・ドキュメンタリー番組）
- 6日 - 園芸させてもらえませんか?（TVQ九州放送）※隔週[75]
- 25日 - レキデリ（24日深夜、NHK Eテレ）[76]
- 28日
  - NHK地域局発（NHK総合）
  - 旅するためのドイツ語（NHK Eテレ）[77]
  - 幻解!超常ファイル ダークサイド・ミステリーE+（NHK Eテレ）[78]
  - Let's!美バディ（TBS）[79]
- 29日 - 旅するためのイタリア語（NHK Eテレ）[77]
- 30日 - 旅するためのスペイン語（NHK Eテレ）[77]

#### 10 - 11月開始（教養・ドキュメンタリー番組）
10月
- 1日
  - 旅するためのフランス語（NHK Eテレ）[77]
  - ヒューマニエンス 40億年のたくらみ（NHK BSプレミアム・BS4K）[80]
  - ソルトフィッシングパラダイスTV（サンテレビ・KBS京都）[81]
  - 絶景にっぽん紀行 〜おうちで旅気分〜（BS-TBS・BS-TBS 4K）
- 3日 - グレートヒマラヤトレイル（NHK BSプレミアム）[82]※BS4K先行放送あり
- 4日
  - とれたて笑顔!（TBS）
  - 金言Picks（TBS）[83]
  - キャラダチミュージアム〜MoCA〜（フジテレビ）[84]
  - ジンバナ〜人と馬の話〜（BS-TBS・BS-TBS 4K）
- 5日
  - My Routine〜太陽と星空の時間〜（フジテレビ）
  - 守るをつくる（BSテレ東・BSテレ東 4K）[85][86]
  - 日本一ふつうで美味しい植野食堂 by dancyu（BSフジ・BSフジ 4K）[87][88]
- 6日 - 魂のタキ火（NHK BSプレミアム）レギュラー化[89][注 7]
- 9日
  - SAY!チーズ〜笑顔になれるチーズの魔法（TBS）
  - つながる絵本 for SDGs（BS朝日・BS朝日 4K）
- 10日 - しあわせのたね。（テレビ朝日）
- 11日 - 日本一ふつうで美味しい植野食堂 今週のおかわり（BSフジ・BSフジ 4K）[87]
- 13日
  - ロンブー亮の釣りならまかせろ!（テレビ埼玉）[90][91]
  - セルモンキーとレッツダンス!（テレビ熊本）※月1回[92]
- 14日
  - 魚が食べたい!〜地魚さがして3000港〜（BS朝日・BS朝日 4K）レギュラー化[93][94]
  - 昭和のクルマといつまでも（BS朝日・BS朝日 4K）レギュラー化[95]
- 16日 - アルスくんとテクネちゃん（15日深夜、テレビ朝日）[96]
- 17日 - ミライヤー（テレビ大阪）[97][98]
- 18日 - 寺島実郎の世界を知る力（TOKYO MX）※月1回レギュラー[99]

11月
- 8日 - 東京ホンマもん教室（TOKYO MX1）[100]

### 期間限定番組（教養・ドキュメンタリー番組）
- 1月9日 - 3月26日（全12回）、そなエリア散歩（テレビ東京）[101]
- 1月25日 - 3月28日（全10回）、旅するチーズ（テレビ朝日）[102]
- 2月13日 - 3月19日（全6回）、ねじの世界（テレビ大阪）[103][104]
- 3月20日 - 4月24日（全6回）、サウナーーーズ〜磯村勇斗とサウナを愛する男たち〜（WOWOWプライム）[105][106]
- 3月21日 - 4月11日（全4回）、もこめし（BSテレ東・BSテレ東 4K）[107][108]
- 4月15日 - 5月29日、TOKYO おはようスクール（TOKYO MX）
- 4月18日 - 2021年3月20日（4月17日深夜 - 2021年3月19日深夜、全12回）、SKE48ガチでアレ!?始めちゃいました〜涙の1年間ダンス修行〜（メ〜テレ）[109][110]
- 5月1日 - 5月29日、おうちで朝の会（びわ湖放送）[111][112]
- 5月15日 - 5月28日、テレビで学ぼう Study for YOU（テレビ埼玉）※サブチャンネルで放送[113]
- 5月18日 - 5月29日、オンラインスタディ学習動画（テレビ西日本）※サブチャンネルで放送[114]
- 6月20日 - 8月22日、みうらはんと〜黒島結菜ののんびり週末旅〜（テレビ朝日）[115]
- 9月6日 - 27日（全4回）、台湾王子（TBS）[116]
- 9月21日 - 10月12日（全4回） - 私のアニメ語り（NHK Eテレ）[117]
- 10月11日 - 12月6日（全9回）、THE NATURE:INTO THE WILD（BS日テレ・BS日テレ 4K）[118]
- 10月25日 - 2021年末予定（全4回）、ミライへの扉（BSフジ・BSフジ 4K）[119]

### 再開番組（教養・ドキュメンタリー番組）
- 1月14日（13日深夜） - 北海道プライド〜世界に見せたい北海道の誇り〜Eighth Season（北海道文化放送）[120]
- 4月1日 - 7月15日、ネコメンタリー 猫も、杓子も。（NHK Eテレ）[121]
- 4月2日 - 9月17日 - 世界の哲学者に人生相談（NHK Eテレ）シーズン3
- 4月2日 - 9月26日 -  ダークサイドミステリー（NHK BSプレミアム）Season2
- 4月4日 - 6月13日 - SAKE NEW WORLD（テレビ朝日）第2期
- 5月19日 - 8月18日 - 芸人先生（NHK Eテレ）シーズン3[122]
- 10月1日 - 12月17日、浦沢直樹の漫勉neo（NHK Eテレ）[123]
- 10月1日 - 2021年3月18日、ザ・プロファイラー 〜夢と野望の人生〜（NHK BSプレミアム・BS4K）Season9
- 10月2日 - 2021年9月24日、ココロ部!（NHK Eテレ）
- 10月7日 - 2021年3月24日、ねほりんぱほりん（NHK Eテレ）シーズン5[124]
- 10月24日（23日深夜） - 2021年3月20日（19日深夜）、連続ドキュメンタリー RIDE ON TIME Season3（フジテレビ）[125]

### タイトル変更（教養・ドキュメンタリー番組）
4月
- 1日
  - チェンジ・ザ・ワールド-未来を築く志- → チェンジ・ザ・ワールド -SDGsファイル 未来を変える志-（テレビ東京）[126]
  - 国分太一のおさんぽジャパン → 国分太一のお気楽さんぽ - Happy Go Lucky -（フジテレビ）[127]
- 2日
  - ふるさとの夢 → ふるさとの未来（1日深夜、TBS）
  - 照英・児島玲子の最強!釣りバカ対決!! → 照英・秋丸美帆の最強!釣りバカ対決!!（BS日テレ・BS日テレ 4K）
- 6日 - 天才てれびくんYOU → 天才てれびくんhello,（NHK Eテレ）
- 8日 - 春風亭昇太の少年時代工房 → オトナの楽園 昇太秘密基地（BS朝日・BS朝日 4K）

11月
- 1日 - 旬感レシピ〜最高の贈りもの〜 → 旬感レシピ（BS日テレ・BS日テレ 4K）[128]

## スポーツ番組

### 終了番組（スポーツ番組）

#### 3月終了（スポーツ番組）
- 21日
  - 全力!桃子チャンネル〜上田桃子が伝えたいコト〜（BS朝日・BS朝日 4K）[129]
  - みんスポSATURDAY（北海道文化放送）[130]
- 25日 - 2020スタジアム（NHK総合）※東京オリンピック・パラリンピック延期に伴う中断→再開せず自然終了
- 27日 - Pretty & Challenge - GIRLSGOLF -（サンテレビ）
- 28日
  - めざましテレビ 日本つながるプロジェクト〜アスリート47人はじまりの地〜（フジテレビ）
  - とれハン!～GO!GO!どさんこアスリート～（札幌テレビ）

#### 6月終了（スポーツ番組）
- 24日 - キックボクシング KNOCK OUT!（BS日テレ・BS日テレ 4K）
- 28日
  - 石田純一のサンデーゴルフ（テレビ東京）[131][132]
  - キラボシ!（BS11）

#### 9 - 10月終了（スポーツ番組）
9月
- 19日 - すっぴんアスリート（TBS）[133]
- 20日 - パラ×ドキッ!（NHK BS1）[134]
- 23日 - 戦え!スポーツ内閣（毎日放送）[135]
- 27日
  - やべっちFC〜日本サッカー応援宣言〜（テレビ朝日）[136]
  - 村口史子のグッドゴルフ（千葉テレビ）

10月
- 2日 - BSフジスポーツセレクション（BSフジ・BSフジ 4K）
- 25日 - 勝ち抜き!女子ゴルフ大戦（BS-TBS・BS-TBS 4K）[137]

### 開始番組（スポーツ番組）

#### 3 - 4月開始（スポーツ番組）
- 3月30日
  - 女子ゴルフペアマッチ選手権（BS朝日・BS朝日 4K）[138]
  - 激芯ゴルフ 〜93期生への道〜（BSフジ・BSフジ 4K）[139]
- 4月3日 - ワールドプロレスリングリターンズ（BS朝日・BS朝日 4K）[140]
- 4月4日
  - パラ☆DO!（フジテレビ）[141]
  - CROSSOVER 〜こころを動かすスポーツ〜（BSフジ・BSフジ 4K）
- 4月6日
  - ReAL eSports News（5日深夜、テレビ朝日）週1回レギュラー化[142]
  - うまハピ（フジテレビ）
  - attest 〜WEEKLY GOLF NEWS〜（BSフジ・BSフジ 4K）
- 4月8日 - girlsgolf TV（サンテレビ）

#### 5 - 7月開始（スポーツ番組）
- 5月3日 - Challenge Spirits〜スポーツの未来を考える〜（BSテレ東・BSテレ東 4K）[143]
- 5月16日 - じゃじゃ馬TV（IBC岩手放送）
- 6月8日 - コンサラボ（7日深夜、北海道文化放送）[144]
- 7月5日 - 日曜ゴルフっしょ!（テレビ東京）[132]

#### 10 - 12月開始（スポーツ番組）
- 10月3日 - バゲット トレーニングクラブ サタデー（日本テレビ）[145]
- 10月4日
  - お台場馬術部（フジテレビ）
  - 里崎智也のゴルフ直球勝負!（千葉テレビ放送）[146][147]
- 10月7日（6日深夜） - さらば青春の光のモルック勝ったら10万円!（TOKYO MX）[99][148]
- 10月11日 - ゴルフ3キングダム 女子No.1チーム決定戦（BS-TBS・BS-TBS 4K）[149]
- 10月19日（18日深夜） - 朝日奈央のキラめきスポーツ〜キラスポ〜（毎日放送） ※月1回放送[150]
- 11月1日 - スポーツを止めるな（TBS）
- 12月23日 - 千鳥のスポーツ立志伝（NHK BS1）

### 期間限定番組（スポーツ番組）
- 1月8日 - 3月25日、2020スタジアム（NHK総合）月1回レギュラー[151]
- 4月9日（8日深夜） -  6月25日（24日深夜）白金台女子ゴルフ部（関西テレビ）第1シリーズ
- 5月18日 - 8月31日、テレ玉×アッピー元気体操（テレビ埼玉）[152]
- 6月22日 - 10月2日、みんなで‟かぞくる!"加須転倒無止体操（テレビ埼玉）[153]

### 再開番組（スポーツ番組）
- 9月18日 - オードリーのNFL倶楽部 （17日深夜、日本テレビ）
- 10月4日 - 12月予定、白金台女子ゴルフ部 東西対抗戦（BS日テレ・BS日テレ 4K）[154]※新シリーズ開始、放送局移籍

### タイトル変更（スポーツ番組）
10月
- 4日
  - サンデースポーツ2020 → サンデースポーツ（NHK総合）[155]
  - ストロングポイント → ストロングポイントクロス（BS日テレ・BS日テレ 4K）[156]
- 11日 - ラン×スマ → ランスマ倶楽部（NHK BS1）[157]

## バラエティ番組

### 終了番組（バラエティ番組）

#### 1 - 2月終了（バラエティ番組）
- 1月1日 - 志村&所の戦うお正月（テレビ朝日・朝日放送テレビ）
- 1月24日 - 先生、、、どこにいるんですか? 〜会って、どうしても感謝の言葉を伝えたい。〜（テレビ東京）
- 2月17日 - 有田哲平と高嶋ちさ子の人生イロイロ超会議（TBS）

#### 3月終了（バラエティ番組）
- 9日 - 1番だけが知っている（TBS）
- 11日 - BACK TO SCHOOL!（フジテレビ）[158]
- 18日 - 衝撃のアノ人に会ってみた!（日本テレビ）[159]
- 19日 - 二代目 和風総本家（テレビ大阪）[160]
- 21日
  - 東京暇人〜TOKYO hi-IMAGINE〜（20日深夜、日本テレビ）
  - 名門!モウカリマッカー学園 〜西梅田校新聞部〜（20日深夜、テレビ大阪）
- 22日 - やすともの恋愛島（朝日放送テレビ）[161]
- 23日
  - 博多華丸のもらい酒みなと旅2（22日深夜、テレビ東京）[23]
  - 今日から友達になれますか?（22日深夜、フジテレビ）
  - メイドインジャパン!（TBS）[162]
  - 中居くん決めて!（TBS）[163]
  - 石橋貴明のたいむとんねる（フジテレビ）[164]
- 24日 - その他の人に会ってみた（TBS）
- 25日
  - 和牛のギュウギュウ学園（24日深夜、関西テレビ）[165]
  - 本能Z（CBCテレビ）[166]
- 26日
  - 関西発!才能発掘TV マンモスター+（25日深夜、毎日放送）
  - ♯ミスコレ（毎日放送）
  - ダブルベッド（TBS）[163]
  - ビーバップ!ハイヒール（朝日放送テレビ）[167][161]
  - メッセンジャーの○○は大丈夫なのか?（毎日放送）
  - まいど!修繕屋です（NHK BSプレミアム）[168]
- 28日
  - NMBとまなぶくん（27日深夜、関西テレビ）[169][170]
  - 自慢したい人がいます〜拝啓 ひねくれ3様〜（テレビ東京）
  - フォトぶら（関西テレビ）
- 29日
  - 誰だって波瀾爆笑（日本テレビ）[171][172]
  - コトノハ図鑑（毎日放送）
- 30日 - 世界!ニッポン行きたい人応援団（テレビ東京）※レギュラー終了[173]

#### 4 - 7月終了（バラエティ番組）
- 4月5日 - カンニング竹山の新しい人生、始めます!（BSテレ東・BSテレ東 4K）
- 5月19日 - TERRACE HOUSE TOKYO 2019-2020（18日深夜、フジテレビ）※出演者の死亡を巡る件による打ち切り[174]
- 6月12日 - 勝手に応援バラエティ ダレヤネン!DX（11日深夜、三重テレビ放送）※同年7月、放送枠が移動し、タイトルも「加藤タクヤは感動したい!」に改題される。
- 7月1日（6月30日深夜） - フリースタイルダンジョン（テレビ朝日）[175]
- 7月24日 - 快傑えみちゃんねる（関西テレビ）[176]

#### 9 - 10月終了（バラエティ番組）
9月
- 18日 - #ミレニアガール（17日深夜、フジテレビ）[177]
- 19日
  - オスカル!はなきんリサーチ（18日深夜、テレビ朝日）[178]
  - くりぃむナンチャラ（18日深夜、テレビ朝日）[179]
  - バカリズムの30分ワンカット紀行（18日深夜、BSテレ東・BSテレ東 4K）[180]
- 21日
  - かみひとえ（テレビ朝日）[181]
  - ガイロク（街録）（NHK BSプレミアム）[182]
- 22日 - さまぁ〜ず×さまぁ〜ず（21日深夜、テレビ朝日）[183][179]
- 23日
  - ももクロChan〜Momoiro Clover Z Channel〜（22日深夜、テレビ朝日）[注 8]
  - ソクラテスのため息〜滝沢カレンのわかるまで教えてください〜（テレビ東京）[184]
- 24日
  - ひかくてきファンです!（23日深夜、テレビ朝日）[185]
  - 橋本マナミの東京はいすぺ女子図鑑（BSフジ・BSフジ 4K）[186]
- 25日
  - 無料屋（24日深夜、テレビ朝日）
  - てぇてぇTV（BS日テレ・BS日テレ 4K）
- 26日 - 天才!志村どうぶつ園（日本テレビ）[187][188][189]
- 27日 - ポルポ（26日深夜、テレビ朝日）

10月
- 1日（9月30日深夜） - MATSUぼっち（フジテレビ）[190]

#### 12月終了（バラエティ番組）
- 24日 - VS嵐（フジテレビ）[191][192]
- 26日 - 嵐にしやがれ（日本テレビ）[189][191]
- 27日 - ワケあり!レッドゾーン（26日深夜、読売テレビ）

### 開始番組（バラエティ番組）

#### 1 - 3月開始（バラエティ番組）
1月
- 11日 - キラキラG.E.E.K（★）（10日深夜、北海道文化放送）[193]
- 19日 - 今日からやる会議（18日深夜、テレビ東京）[194]
- 28日 - ロンブー淳のオタクのフラグが立ちました（27日深夜、TVQ九州放送）※月1回放送[195]

3月
- 31日 - あの人が「いいね」した一般人（30日深夜、テレビ朝日）[196]

#### 4月開始（バラエティ番組）
- 1日 - スイモクチャンネル（BS-TBS・BS-TBS 4K）[197]
- 2日
  - やすとものいたって真剣です（朝日放送テレビ）[161][198]
  - Leadバラエティ（TOKYO MX1）
  - 顔ラン!（TOKYO MX1）
- 3日 - デカ盛りハンター（テレビ東京） ※週1回レギュラー化[65]
- 4日 - フットマップ〜今すぐ行きたい!エエとこツアー〜（関西テレビ）
- 5日
  - からし蓮根のヨクバリ（4日深夜、熊本朝日放送）※月2回レギュラー[199]
  - デラメチャ気になる!（テレビ愛知） ※レギュラー化[200]
- 7日 - 金の紙箱（6日深夜、テレビ東京）
- 8日
  - 石橋、薪を焚べる（7日深夜、フジテレビ）[164]
  - 和牛の以上、現場からお伝えしました。（7日深夜、関西テレビ）[165]
  - 有吉の壁（日本テレビ） ※レギュラー化[159][201]
- 9日 - ナスDの大冒険TV（8日深夜、テレビ朝日）[202]
- 10日
  - イケメンがマジで○○やってみた!（TOKYO MX）[203]
  - ナイトガード（TOKYO MX）[203]
- 11日 - かまいたちの机上の空論城（10日深夜、関西テレビ） ※レギュラー化[204][169][170]
- 12日
  - eスポーツハイ!（テレビ東京）[205]
  - 地元検証バラエティ・福岡くん（福岡放送）※月1回レギュラー
- 13日
  - クイズ!THE違和感（TBS）※レギュラー化[206][207]
- 14日 - 内村のツボる動画（テレビ東京） ※月1回レギュラー[65]
- 15日 - 突然ですが占ってもいいですか?（フジテレビ）[注 9][158][208][209]
- 26日 - カミナリのトーク番組 カミナリ/10（テレ朝チャンネル1）[210]
- 29日 - ♯STU48のくらコン（28日深夜、テレビ新広島）※月1回、毎月最終週[211]

#### 5 - 6月開始（バラエティ番組）
5月
- 28日 - バズ★ナイトナマー!（毎日放送）[212][213][214][注 10]
- 29日
  - 田村淳のコンテンツHolic（28日深夜、毎日放送）[212][213][214][注 11]
  - 全国一斉生クイズバトル Q-フェス!（BS日テレ・BS日テレ 4K）※月1回[注 12][215][216][217][218]

6月
- 3日 - 東京03 in UNDERDOGS -今日は負けたけど、明日は絶対勝つ-（BSフジ・BSフジ 4K）[注 13][219][220]
- 8日 - 友近・礼二の妄想トレイン（BS日テレ・BS日テレ 4K）[注 14][223]
- 29日 - 霜降りミキXIT〜めざせ!Mr.ダンディズム（TBS）[163][224][225][226]
- 30日 - パパジャニWEST（TBS）※地上波レギュラー化[227][225]

#### 7月開始（バラエティ番組）
- 1日 - バナナサンド（TBS）レギュラー化[224][225]
- 2日
  - ホリナツのカンムリ（仮）（1日深夜、メ〜テレ）[228][229]
  - 中居大輔と本田翼と夜な夜なラブ子さん（TBS）[注 15][230][163][225][231]
- 5日 - RKKの休憩室（4日深夜、熊本放送）[232][233]
- 6日 - 有田プレビュールーム（TBS）[234][206][225]
- 7日
  - 極楽山本・ロンブー亮のあたり前じゃねぇからな!TV（6日深夜、TOKYO MX）[235][236]
  - これって私だけ?（朝日放送テレビ）[237][198][注 16][注 17]
- 8日 - フリースタイルティーチャー（7日深夜、テレビ朝日）[175]
- 11日 - 加藤タクヤは感動したい!（10日深夜、三重テレビ放送）※月1回レギュラー
- 12日 - カバン持ちさせて下さい!（11日深夜、TBS）レギュラー化
- 13日 - めんたいバラエティ（12日深夜、福岡放送）
- 19日 - となりのスターさん（18日深夜、静岡朝日テレビ）※月1回レギュラー[238][239]

#### 8 - 9月開始（バラエティ番組）
8月
- 1日
  - なぞマチ!?（あいテレビ）
  - 戦国炒飯TV 〜なんとなく歴史が学べる映像〜（TOKYO MX、BS11他）[240][241]
- 3日 -  じゅんいちダビッドソンの下手なキャンプでごめんなさい（GAORA SPORTS）[242]
- 8日（7日深夜） - ワンピースバラエティ 海賊王におれはなるTV（フジテレビ）※月1回レギュラー[243]
- 9日 - 朝からみのもんた（読売テレビ）[244]

9月
- 11日 - グラパー!ボクとおやすみ前のグラドルたち（BSスカパー!）[245]
- 23日（22日深夜） - 深夜グルメバラエティ おうちで食べん祭（広島ホームテレビ）※月1回レギュラー[246][247]

#### 10月開始（バラエティ番組）
- 2日 - 青春 (アオハル) しか勝たん!（1日深夜、BSテレ東・BSテレ東 4K）[248]
- 3日 
  - I LOVE みんなのどうぶつ園（日本テレビ）[187][188][189]
  - 水溜りボンドの○○行くってよ（テレビ神奈川）[249]
- 4日
  - あなたの代わりに見てきます!リア突WEST（3日深夜、朝日放送テレビ）[250]
  - マキタ係長（3日深夜、山梨放送）[251][252]
  - ゆる系忍者隊 ニンスマン（テレビ朝日）[253][254][136]
- 6日
  - さまぁ〜ず論（5日深夜、テレビ朝日）[注 18][256][257]
  - かまいガチ（5日深夜、テレビ朝日）※レギュラー化[注 18][256][257]
  - あのちゃんねる（5日深夜、テレビ朝日）[注 18][256][257]
  - フィーチャーズ（フジテレビ）[258][259][260]
- 7日
  - にゅーくりぃむ（6日深夜、テレビ朝日）[注 18][256][261]
  - シタランドTV（6日深夜、テレビ朝日）[注 18][256][261]
  - イグナッツ!!（6日深夜、テレビ朝日）[注 18][256][261]
  - まざ〜さん（6日深夜、毎日放送）[262]
  - aスポーツって何?（6日深夜、TOKYO MX）[99]
- 8日
  - 秋山とパン（7日深夜、テレビ朝日）[注 18][256][263]
  - あるある土佐カンパニー（7日深夜、テレビ朝日）[注 18][256][263]
  - オスカルイーツ Oscar Eats（7日深夜、テレビ朝日）[注 18][256][263]
  - かまいたちの掟（7日深夜、さんいん中央テレビ）[264]
  - 千鳥のクセがスゴいネタGP（フジテレビ）※レギュラー化[5][265][51]
- 9日
  - ブイ子のバズっちゃいな!（8日深夜、テレビ朝日）[注 18][256][266]
  - 歌うま中高生応援プロジェクト 歌カツ!（8日深夜、テレビ朝日）[注 18][256][266][267]
  - 会心の1ゲー（8日深夜、テレビ朝日）[注 18][256][266]
- 10日
  - 新日ちゃん。（9日深夜、テレビ朝日）[注 18][256]
  - ももクロちゃんと!（9日深夜、テレビ朝日）[注 18][256]
  - あざとくて何が悪いの?（テレビ朝日）※レギュラー化[268][269][270]
  - ノブナカなんなん?（テレビ朝日）※レギュラー化[268][269][270]
  - 土曜動画王 〜金の盾を手にする方法〜（TOKYO MX）[99][271]
- 11日 - アニマルエレジー（10日深夜、テレビ朝日）[272]
- 13日 - ファストライク!（12日深夜、朝日放送テレビ）[273]
- 17日 - 中島由貴とミライアカリの女子会ですが（BS日テレ・BS日テレ 4K）※月1回放送[274]
- 18日 - 真夜中のブランチ（17日深夜、TBS）※月1回放送[275]
- 23日 - EXITV〜FODの新作・名作をPon!Pon!見せまくり!!〜（22日深夜、フジテレビ）[276]
- 24日 - Mr.都市伝説 関暁夫のゾクッとする怪感話（23日深夜、BSテレ東・BSテレ東 4K）[277][248]
- 25日 - こんなん買ったわ オオトリ家の人々（CBCテレビ） ※月1回放送[278]
- 27日 - スポテイナーJAPAN（26日深夜、テレビ朝日）※月1回放送[注 19][280]
- 28日 - マッドマックスTV（27日深夜、テレビ朝日）※月1回放送[注 19][280]
- 29日 - みえる（28日深夜、テレビ朝日）※月1回放送[注 19][280]
- 30日 - ヒロミ・指原の“恋のお世話始めました”（29日深夜、テレビ朝日）※月1回放送[注 19][280]

#### 11 - 12月開始（バラエティ番組）
11月
- 2日 - 彼女とデートなう（1日深夜、テレビ大阪）[281][98][282]
- 7日 - 片っ端から喫茶店（6日深夜、テレビ大阪）[283][98][284]
- 8日 - THE GREATEST SHOW-NEN（7日深夜、朝日放送テレビ）[285][286]
- 9日
  - SKE48のへーきん!（8日深夜、東海テレビ）[287][288]
  - 天神ゴッドダウン（8日深夜、TVQ九州放送）[289]
- 21日 - eスポーツバラエティ ゆるe〜学園（20日深夜、秋田朝日放送）※月2回放送[290]
- 29日 - 二択の王国（28日深夜、テレビ大阪）[291]

12月
- 20日 - HKTのピシャッと48（19日深夜、テレビ西日本）

### 期間限定番組（バラエティ番組）
- 2月21日（20日深夜） - 3月27日（26日深夜）、26時“ちょい前”のマスカレイド（日本テレビ）[296]
- 3月3日 - 12月29日、アキナのほめらレストラン〜ごほうびゴハンいただきます〜（テレビ大阪）[297]
- 3月3日 - 9月22日（全12回）湯らり鉄道 女子ふたり旅（BSスカパー!）[298]
- 3月15日 - 10月30日（全9回）、バカリズム特番（フジテレビONE）[299][300]
- 4月3日（2日深夜） - 9月18日（17日深夜）、探シタラTV（テレビ朝日）[301][302]
- 4月5日 - 6月21日、第7キングダム（日本テレビ）[303]
- 4月5日 - 9月20日、山里亮太のまさかのバーサーカー（朝日放送テレビ） ※レギュラー化[304][198]
- 4月9日 - 30日（全4回）、カワイク大爛闘!バトルロアイドル（BS日テレ・BS日テレ 4K）[305]
- 4月9日 - 9月24日、虹のコンキスタドールが本気出しました!?（BS11）
- 4月10日 - 10月23日、Sexy Zoneの進化論（フジテレビTWO）
- 4月13日（12日深夜） - 6月29日（28日深夜）、友近ゆりやんの時間（日本テレビ）[注 20][306]
- 5月9日 - 5月30日（全4回）、俺たち、どようびチャップリン〜大爆笑!伝説ネタ祭り〜（テレビ東京）[307][308]
- 6月16日（15日深夜） - 10月27日（26日深夜）、ノギザカスキッツ（日本テレビ）[309]
- 7月5日 - 9月27日、お笑いG7サミット（日本テレビ）[310]
- 7月25日（24日深夜） - 9月18日（隔週、全6回）、鎮まれ!もったいないオバケちゃん（読売テレビ）[311][312][注 21]
- 8月2日（1日深夜） - 9月20日（19日深夜）（全8回）、僕は歌が歌いたい（日本テレビ）[313]
- 8月9日 - 10月25日（全6回）、松原タニシのいきなりホラー旅（日テレプラス）[314]
- 9月4日 - 25日（全4回）、水溜りボンドが何かするってよ（テレビ神奈川)[249]
- 10月1日 - 12月3日（全10回）、「任意同行」願えますか?（読売テレビ）[注 22][315][316]
- 10月4日 - 25日（全4回）、ひらめけ!冒険キッズ ナゾトキ×ランプ 3つのハテナ（朝日放送テレビ）[317]
- 10月10日 - 31日（全4回）、リリーさんとバカリさん（福岡放送）
- 10月17日 - 2021年1月30日（全8回）、JO1の星〜JO1×NO1バトル〜（フジテレビTWO）[318][319]
- 10月30日 - 11月27日（全4回）、うまンザイ!（読売テレビ）[320]
- 10月30日 - 2021年2月26日（全5回） - 超特急 BULLET TRAIN ゴリゴリ超特急（WOWOWライブ）※月1回レギュラー[321]
- 10月31日 - 12月19日 - なにわ男子と一流姉さん（テレビ朝日）[322]
- 11月1日 - 12月6日（全6回）、品評会ばんちょー（朝日放送テレビ）[323]
- 11月9日 - 12月14日（全6回）、ローモバアイドルチャレンジTV（千葉テレビ放送）[324]
- 11月23日 - 12月14日（全4回）- 知らなくて委員会（北海道放送）[325][326]
- 11月28日（27日深夜） - 2021年3月（全5回）、ヨーロッパ企画のYou宇宙be（フジテレビ）[327]
- 11月28日 - 2021年4月（全6回）、カバーガールTVネクスト（TBSチャンネル1）[328][329]
- 12月6日 - 27日（全4回）、We NiziU! TV（日本テレビ）[330]

### 再開番組（バラエティ番組）
- 2月9日（8日深夜） - 、荒野女子部Season2 〜ただいま交戦中〜（BSフジ・BSフジ 4K）[331]
- 4月5日 - バナナマンのせっかくグルメ!!（TBS）※再レギュラー化[332]
- 4月7日 - おしゃべりアラモード〜森山良子と清水ミチコとプラスワン〜 シーズン3（WOWOWプライム）[333]
- 4月16日（15日深夜） - 5月21日（20日深夜）、藤原竜也の三回道（テレビ東京）[334]
- 5月25日 - アイ・アム・冒険少年（TBS）第2シリーズ開始[225][162][注 23]
- 7月13日（12日深夜） - 第1話Season2（日曜深夜、朝日放送テレビ）[335][336]
- 10月6日 - ヒロシのぼっちキャンプ Season2（BS-TBS・BS-TBS 4K）[337]
- 10月8日 - 10月29日（全4回）、カワイク大爛闘!バトルロアイドル Vol.2（BS日テレ・BS日テレ 4K）
- 10月18日（17日深夜） - 帰ってきたべろべろばぁ（岡山放送）※月1回[338][339]
- 10月28日 - 12月9日（全7回）、水曜どうでしょう「21年目のヨーロッパ21ヵ国完全制覇」（北海道テレビ）[340]
- 11月10日（9日深夜） - 、ノギザカスキッツ ACT2（日本テレビ）[341]

### タイトル変更（バラエティ番組）
2月
- 16日（15日深夜） - 松之丞カレンの反省だ! → 伯山カレンの反省だ!!（テレビ朝日）[342][343]

4月
- 2日
  - （1日深夜） - すじがねファンです! → ひかくてきファンです!（テレビ朝日）[344]
  - 世界ナゼそこに?日本人 〜知られざる波瀾万丈伝〜 → ナゼそこ?（テレビ東京）※放送枠移動・リニューアル[65][160][345]
- 3日 - A-Studio → A-Studio+（TBS）[346][347]
- 4日 - 深夜に発見! 新shock感 〜一度おためしください〜 → あるある発見バラエティ 新shock感 それな!って言わせて（テレビ東京）※放送枠移動・リニューアル
- 6日 - イケダンMAX → イケダン7（TOKYO MX）※放送枠移動[203]
- 7日 - アキナ・和牛・アインシュタインのバツウケテイナー → さや香・ラニーノーズ・ネイビーズアフロのバツウケテイナーR（サンテレビ）[348]
- 9日 - カミングアウトバラエティ!! 秘密のケンミンSHOW → ディスカバリー・エンターテインメント 秘密のケンミンSHOW 極（読売テレビ）[349][350]
- 13日 - 新説!所JAPAN → 所JAPAN（関西テレビ）[351]
- 14日 - 断ちごはん〜和牛もいただきます〜 → 和牛の町×ごはん（BS日テレ・BS日テレ 4K）※放送枠移動・リニューアル[352][353]
- 19日（18日深夜） - テンゴちゃん → よなよなラボ（NHK総合）※月1回レギュラー[354][355][356]
- 27日 - 関ジャニ∞クロニクル → 関ジャニ∞クロニクルF（フジテレビ）※放送枠移動・拡大・リニューアル[158][357]
- 29日（28日深夜） - 志村でナイト → 志村友達（フジテレビ）※リニューアル[注 24][358][359]

5月
- 17日 - バナナマンのドライブスリー → バナナドライ部（テレビ朝日）※放送枠移動・不定期放送[注 25][302][360][361]
- 30日 - NHK杯 輝け!!全日本大失敗選手権大会〜みんながでるテレビ〜 → NHKだめ自慢〜みんながでるテレビ〜（NHK総合）※月1回レギュラー[注 26]

7月
- 4日（3日深夜） - 有吉ジャポン → 有吉ジャポンII ジロジロ有吉（TBS）[224][225]
- 16日 - 大堀商事小島事業部新人山根 → 大堀商事小島事業部新人バイトゆう歩（アイドル専門チャンネルPigoo）

10月
- 2日（1日深夜） - 夜の巷を徘徊する → 夜の巷を徘徊しない（テレビ朝日）
- 4日（3日深夜） - ytvアナウンサー向上委員会 ギューン↑ → アナウンサー向上委員会（読売テレビ）[362]
- 4日 - ビニールハウス〜恋愛促成栽培〜 → 恋愛マルシェ（BSフジ・BSフジ 4K）※放送枠移動・リニューアル[363]
- 8日（7日深夜） - あの人が「いいね」した一般人 → いいねの森（テレビ朝日）※放送枠移動・リニューアル
- 11日 - 爆笑問題のシンパイ賞!! → 爆笑問題&霜降り明星のシンパイ賞!!（テレビ朝日）※放送枠移動・全国ネット昇格[268][269][270]
- 14日 - 虹のコンキスタドールが本気出しました!? → 虹のコンキスタドールが本気出しました!? ライブ連動特別編（BS11）※放送枠移動・月1回放送[364]
- 17日 - 明日どこ!?DX → 大使館☆晩餐会（TOKYO MX）※放送枠移動・月1回放送[99]
- 19日（18日深夜） - 欅って、書けない? → そこ曲がったら、櫻坂?（テレビ東京）※リニューアル[注 27][365]

## 音楽番組

### 終了番組（音楽番組）
3月
- 26日 - カラオケ1ばん（テレビ埼玉）
- 31日 - AI・DOLプロジェクト（30日深夜、テレビ東京）

9月
- 26日 - JAPAN COUNTDOWN（テレビ東京）[366]
- 27日 - ザ・カラオケトライアル（千葉テレビ放送）
- 28日 - イマウタ 〜Right On Music!〜（BS日テレ・BS日テレ 4K）
- 30日 - 音エモン（29日深夜、関西テレビ）

12月
- 10日 - 読響シンフォニックライブ（9日深夜、日本テレビ）[367]
- 28日 - 歌っていいだろう（BS朝日・BS朝日 4K）※司会者の休養に伴う当面の放送休止[368]

### 開始番組（音楽番組）
- 1月5日（4日深夜） - ROOMIC（中京テレビ）[369]
- 3月30日 - CDTVライブ!ライブ!（TBS）[370]
- 4月3日 - 上野優華の角打ちゆうか（2日深夜、テレビ神奈川）[371]
- 4月4日 - lol-box（3日深夜、テレビ神奈川）[372]
- 4月7日 - ハロドリ。（6日深夜、テレビ東京）[373][374]
- 8月30日 - MUSIC LIST -OSTって何?-（29日深夜、BSフジ・BSフジ 4K）※不定期[375]
- 9月5日 - よみぃ×ふみTV（4日深夜、北海道文化放送）[376][377]
- 9月29日 - “シュガー&シュガー”サカナクションの音楽実験番組（NHK Eテレ）レギュラー化[378]
- 10月6日 - ミュージックHEAVEN（5日深夜、テレビ埼玉）[379][380]
- 12月21日 - legato 〜旅する音楽スタジオ〜（MUSIC ON! TV）[381]

### 期間限定番組（音楽番組）
- 3月31日 - 9月29日、うたう旅〜骨の髄まで届けます〜（NHK BSプレミアム・BS4K）レギュラー化[382][383]
- 4月12日 - 7月5日、DEEMO THE MOVIE 歌姫オーディション 〜令和歌姫プロジェクト〜（BS日テレ・BS日テレ 4K）[384][385]
- 4月14日 - 6月30日、9SOUL 〜結成10周年のキセキ〜（TOKYO MX）[386][387]
- 4月17日（16日深夜） - 6月26日（25日深夜）、虹のかけ橋（日本テレビ）[388]
- 5月1日 - 7月24日（全13回）、TUBEst 35th Anniversary（BSフジ・BSフジ 4K）[389]

### 再開番組（音楽番組）
- 4月7日 - BS演歌の花道（BSテレ東・BSテレ東 4K）放送波移籍・改題、約20年ぶりレギュラー化[390]
- 4月9日 - 昭和歌謡ベストテンDX（BS-TBS・BS-TBS 4K）改題・新シリーズ開始

### タイトル変更（音楽番組）
- 4月4日 - 日本の名曲 世界の名曲 人生、歌がある → 人生、歌がある（BS朝日）[391]
- 4月12日（11日深夜） - COUNT DOWN TV（土曜版） → CDTVサタデー（TBS）[370]

## 映画番組

### 終了番組（映画）
- 3月21日 - 土曜だ!釣りバカ!（BSテレ東・BSテレ東 4K）
- 3月26日 - 木曜のシネマ★イブ（BS日テレ・BS日テレ 4K）
- 9月26日 - 石田純一のシネマに乾杯（朝日放送テレビ）
- 10月22日（21日深夜） - ムビふぁぼ（TBS） ※出演者の不祥事による終了[392]

### 開始番組（映画）
- 4月4日 - 土曜は寅さん!4Kでらっくす（BSテレ東・BSテレ東 4K）
- 10月3日 - さあ、映画の話をしよう（朝日放送テレビ）

### タイトル変更（映画）
- 4月4日 - 谷元星奈のシネマコンシェル → 舘山聖奈のシネマコンシェル（関西テレビ）※出演者変更・放送枠移動・リニューアル[393]

## 単発特別番組枠・その他

### 終了番組（単発枠・その他）
- 3月27日（26日深夜） - NET BUZZ（NHK総合）
- 9月19日 - サタデーネクスト（日本テレビ）
- 9月27日
  - 日曜プライム（テレビ朝日）
  - 日曜THEリアル!（フジテレビ）[265]
- 10月1日 - 木曜☆ラボ（BSフジ・BSフジ 4K）

### 開始番組（単発枠・その他）
- 4月3日 - レギュラー番組への道（NHK BSプレミアム）[394]
- 4月13日 - 月曜プレミア8（テレビ東京）[395]
- 10月4日 - 日曜ワンダー!（フジテレビ）[265]
- 10月6日 - バラバラ大作戦（5日深夜、テレビ朝日）[396]
- 10月13日 - 火曜ファンタイム（BSテレ東・BSテレ東 4K）[248]
- 10月16日 - 金曜アドバンス（BSテレ東・BSテレ東 4K）[248]
- 10月22日 - 水曜NEXT!（21日深夜、フジテレビ）[397]

### 期間限定番組（単発枠・その他）
- 1月29日 - 3月25日、水バラ（テレビ東京）※第0期、不定期放送[注 28]
- 6月14日（13日深夜） - 9月13日（12日深夜）、おうちで舞台〜カンテレ劇場〜（関西テレビ）[398]
- 7月6日 - 10月19日、月曜22時バラエティ枠（テレビ東京）[399][400][401]